# Giants de Vancouver
Les Giants de Vancouver sont une franchise de hockey sur glace junior-majeur du Canada localisée à Vancouver en Colombie-Britannique et évoluant au sein de la Ligue de hockey de l'Ouest.

## Histoire
L'équipe commence ses activités dans la ligue en 2001, terminant avec 13 victoires, 49 défaites et 6 matchs nuls. Ce mauvais départ fait lentement place au succès et, en 2005-2006, les Giants gagnent leurs premiers titres d'association et de division avec un bilan de 47 victoire, 19 défaites et 6 défaites en prolongation. Battant les Warriors de Moose Jaw en quatre matches au terme des séries, ils accèdent au tournoi de la Coupe Memorial au cours duquel ils terminent troisièmes ex æquo avec les Petes de Peterborough, qu'ils battent ensuite pour se départager. Les Giants s'inclinent ensuite face aux Wildcats de Moncton en demi-finale.

## Joueurs

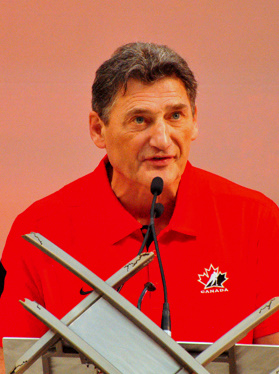
Don Hay fut le Chef-Entraîneur des Giants de 2004 jusqu'à 2014.

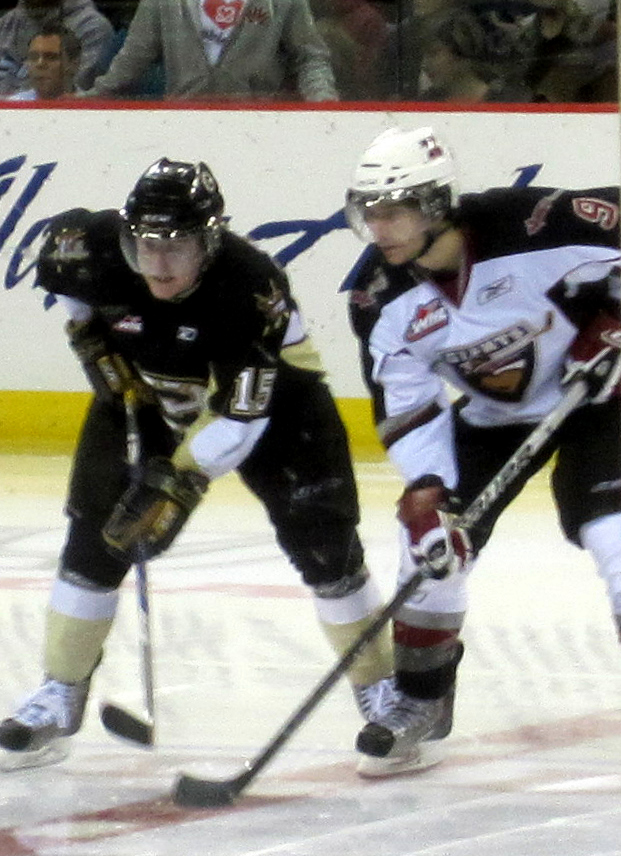
Dalton Sward (droit) fut le capitaine des Giants au cours de la Saison 2014/2015.

### Anciens logos

Logo du 10e anniversaire
Logo du 15e anniversaire

## Statistiques

### Statistiques collectives
| Saison    | PJ | V  | D  | N | DP | BP  | BC  | Pts | Classement | Séries éliminatoires | Entraîneur                                                                        |
| --------- | -- | -- | -- | - | -- | --- | --- | --- | ---------- | --- | --------------------------------------------------------------------------------- |
| 2001-2002 | 72 | 13 | 49 | 6 | 4  | 198 | 365 | 36  | 5e C.-B.   | Non qualifiés | Milan Dragićević                                                                  |
| 2002-2003 | 72 | 26 | 37 | 5 | 4  | 217 | 292 | 61  | 4e C.-B.   | 0-4 Rockets de Kelowna | Dean Evason                                                                       |
| 2003-2004 | 72 | 33 | 24 | 9 | 6  | 215 | 196 | 81  | 2e C.-B.   | 4-1 Blazers de Kamloops 2-4 Silvertips d'Everett                                                                                                | Dean Evason                                                                       |
| 2004-2005 | 72 | 34 | 30 | 4 | 4  | 212 | 205 | 76  | 3e C.-B.   | 2-4 Rockets de Kelowna | Don Hay                                                                           |
| 2005-2006 | 72 | 47 | 19 | - | 0  | 252 | 156 | 100 | 1er C.-B.  | 4-1 Prince George 4-1 Winterhawks de Portland 4-0 Silvertips d'Everett 4-0 Warriors de Moose Jaw Champions de la LHOu Défaite en Coupe Memorial | Don Hay                                                                           |
| 2006-2007 | 72 | 45 | 17 | - | 3  | 245 | 143 | 100 | 1er C.-B.  | 4-1 Prince George 4-2 Thunderbirds de Seattle 4-0 Silvertips d'Everett 3-4 Tigers de Medicine Hat Champions de la LCH (comme la Ville-Hôte)     | Don Hay                                                                           |
| 2007-2008 | 72 | 49 | 15 | - | 2  | 250 | 155 | 106 | 1er C.-B.  | 4-0 Bruins de Chilliwack 2-4 Chiefs de Spokane                                                                                                  | Don Hay                                                                           |
| 2008-2009 | 72 | 57 | 10 | - | 2  | 319 | 151 | 119 | 1er C.-B.  | 4-0 Prince George 4-3 Chiefs de Spokane 2-4 Rockets de Kelowna                                                                                  | Don Hay                                                                           |
| 2009-2010 | 72 | 41 | 25 | - | 3  | 267 | 211 | 88  | 1er C.-B.  | 4-0 Blazers de Kamloops 4-2 Winterhawks de Portland 2-4 Americans de Tri-City                                                                   | Don Hay                                                                           |
| 2010-2011 | 72 | 35 | 32 | - | 1  | 236 | 251 | 75  | 2e C.-B.   | 0-4 Americans de Tri-City | Don Hay                                                                           |
| 2011-2012 | 72 | 40 | 26 | - | 2  | 255 | 234 | 86  | 2e C.-B.   | 2-4 Chiefs de Spokane | Don Hay                                                                           |
| 2012-2013 | 72 | 21 | 49 | - | 2  | 197 | 299 | 44  | 5e C.-B.   | Non qualifiés | Don Hay                                                                           |
| 2013-2014 | 72 | 32 | 29 | - | 7  | 234 | 248 | 75  | 3e C.-B.   | 0-4 Winterhawks de Portland | Don Hay                                                                           |
| 2014-2015 | 72 | 27 | 41 | - | 2  | 189 | 251 | 58  | 5e C.-B.   | Non qualifiés | Troy G. Ward (de juil à novembre 2014) Claude Noël (de novembre 2014 à mars 2015) |
| 2015-2016 | 72 | 23 | 40 | - | 5  | 199 | 273 | 55  | 5e C.-B.   | Non qualifiés | Lorne Molleken (jusqu'à 18 mars 2016) Tyler Kuntz (provisoire)                    |
| 2016-2017 | 72 | 20 | 46 | - | 3  | 183 | 296 | 46  | 5e C.-B.   | Non qualifiés | Jason McKee                                                                       |
| 2017-2018 | 72 | 36 | 27 | - | 6  | 233 | 257 | 81  | 3e C.-B.   | 3-4 Royals de Victoria | Jason McKee                                                                       |
| 2018-2019 | 68 | 48 | 15 | - | 3  | 228 | 162 | 101 | 1re C.-B.  | 4-2 Thunderbirds de Seattle 4-1 Royals de Victoria 4-1 Chiefs de Spokane 3-4 Raiders de Prince Albert                                           | Mike Dyck                                                                         |
| 2019-2020 | 62 | 32 | 24 | - | 4  | 189 | 166 | 70  | 3e C.-B.   | Séries annulées à cause de la pandémie de COVID-19                                                                                              | Mike Dyck                                                                         |

### Records individuels
| Record                        | Joueur            | Nombre |
| ----------------------------- | ----------------- | ------ |
| Buts                          | Brendan Gallagher | 136    |
| Aides                         | Jonathon Blum     | 155    |
| Points                        | Brendan Gallagher | 280    |
| Buts en avantage numérique    | Adam Courchaine   | 47     |
| Buts en infériorité numérique | James Henry       | 10     |
| Buts décisifs                 | Gilbert Brulé     | 19     |
| Matches joués                 | Neil Manning      | 310    |
| Minutes de pénaltié           | Triston Grant     | 713    |

| Record                       | Joueur           | Nombre |
| ---------------------------- | ---------------- | ------ |
| Buts                         | Gilbert Brulé    | 22     |
| Aides                        | Jonathon Blum    | 28     |
| Points                       | Gilbert Brulé    | 44     |
| Buts d'avantage numérique    | Jonathon Blum    | 10     |
| Buts d'infériorité numérique | Mitchell Bartley | 4      |
| Buts décisifs                | Gilbert Brulé    | 5      |
| Matches joués                | Johathon Blum    | 67     |
| Minutes de pénaltié          | J.D. Watt        | 140    |

## Trophées

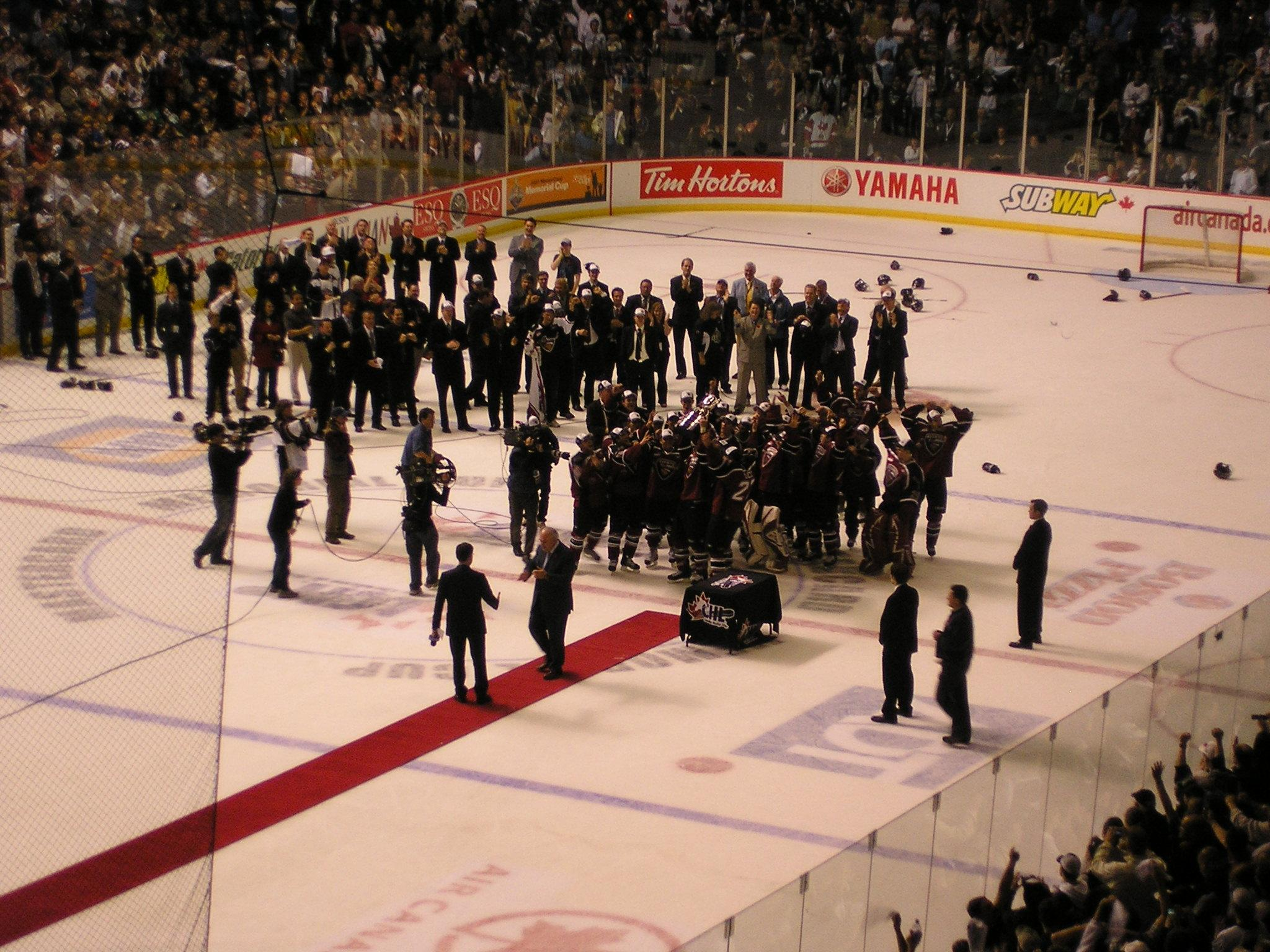
Les Giants célèbre la victoire de la Coupe Memorial.

### Trophées collectifs
- Coupe Memorial : champions de la LCH
  - 2006 : 3e Place
  - 2007 : champions
- Coupe Ed Chynoweth : champions de la LHOu
  - 2006 : champions
  - 2007 : 2e Place
- Champion de l'association de l'Ouest
  - 2005-2006
  - 2006-2007
- Champions de la division de la C.-B. : 1re place dans la saison régulière
  - 2005-2006
  - 2006-2007
  - 2007-2008
  - 2008-2009
  - 2009-2010

### Trophées individuels

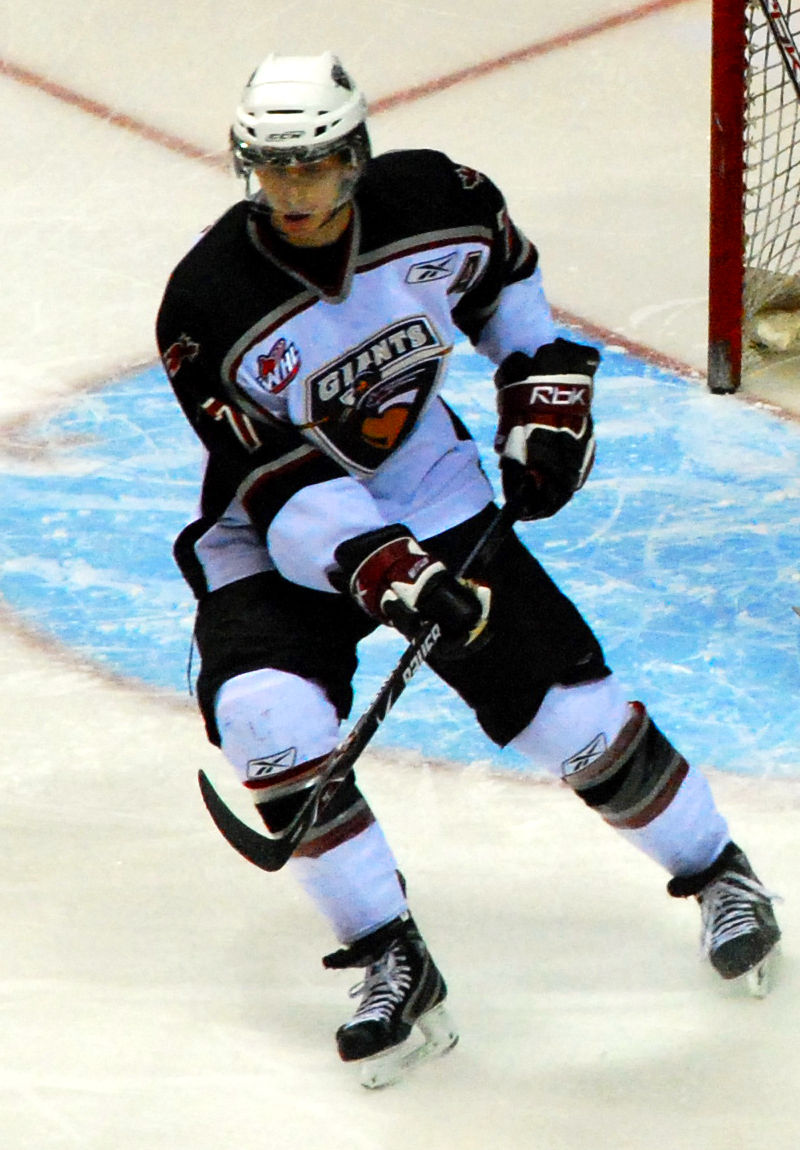
Jonathon Blum

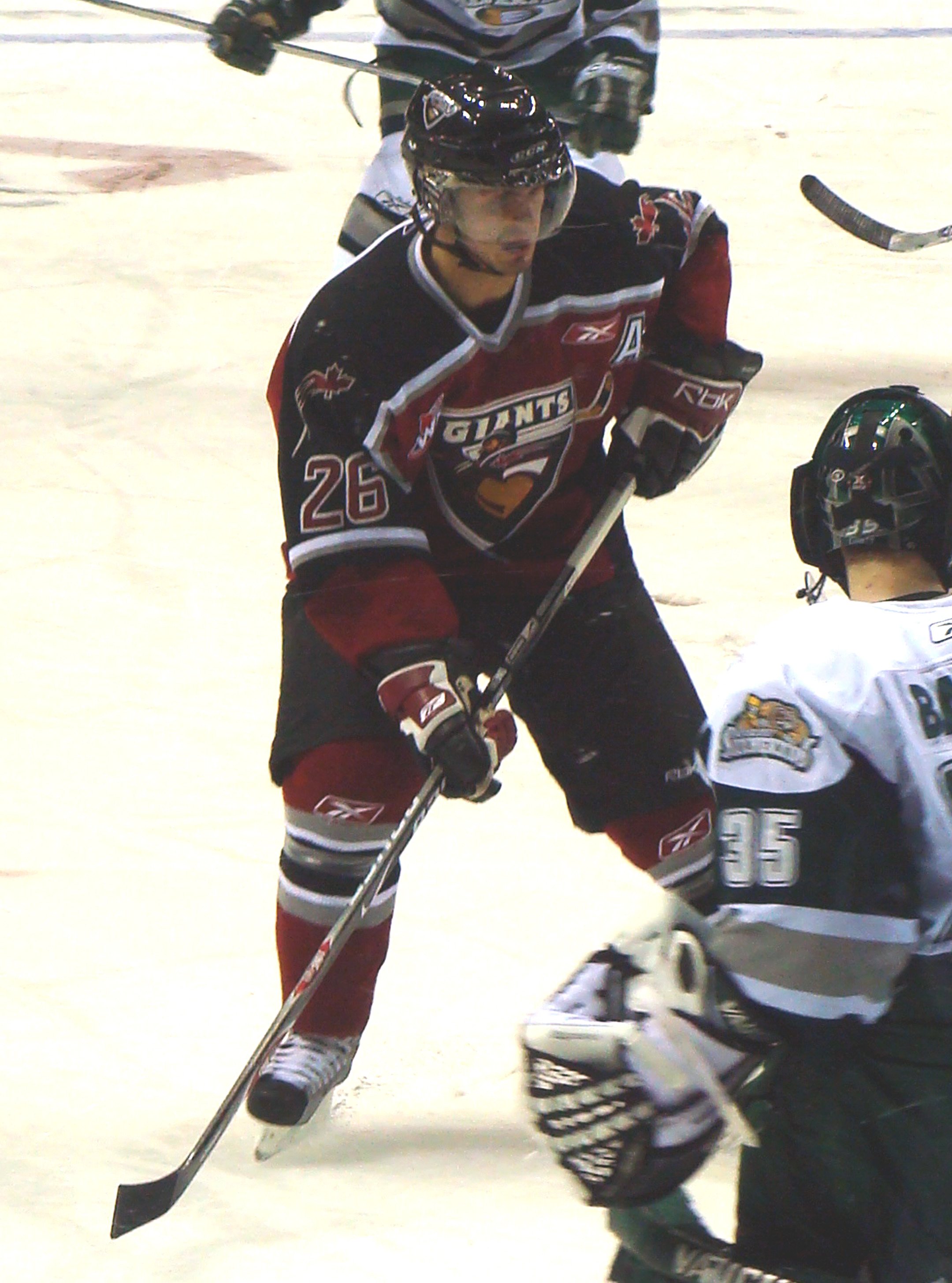
Michal Řepík

#### LCH
- Trophée Ed-Chynoweth : récompensant le joueur ayant marqué le plus de buts dans le tournoi de la Coupe Memorial.
  - 2006 : Gilbert Brulé
  - 2007 : Michal Řepík
- Trophée en Memoire de Stafford Smythe : récompensant le joueur de plus grande valeur dans le tournoi de la Coupe Memorial.
  - 2007 : Milan Lučić
- Défenseur de la Saison
  - 2009 : Jonathon Blum
- Membres de l'Équipe d'Étoiles au tournoi du Coupe Memorial
  - 2006: Gilbert Brulé, Paul Albers
  - 2007: Milan Lučić, Michal Řepík, Cody Franson, Brendan Mikkelson

#### LHOu
- Trophée Jim-Piggott : récompensant le meilleur nouveau joueur de la saison.
  - 2003-2004 : Gilbert Brulé
- Trophée plus-moins de la LHOu
  - 2005-2006 : Paul Albers
  - 2006-2007 : Jonathon Blum
- Trophée Bob-Clarke : récompensant le joueur ayant marqué le plus de buts au cours de la saison.
  - 2008-2009 : Casey Pierro-Zabotel
- Trophée commémoratif Bill-Hunter : récompensant le défenseur de la saison.
  - 2008-2009 : Jonathon Blum
- Trophée Dunc-McCallum : récompensant l'entraîneur-chef de la Saison
  - 2008-2009 : Don Hay

#### Franchise
Anneau d'Honneur

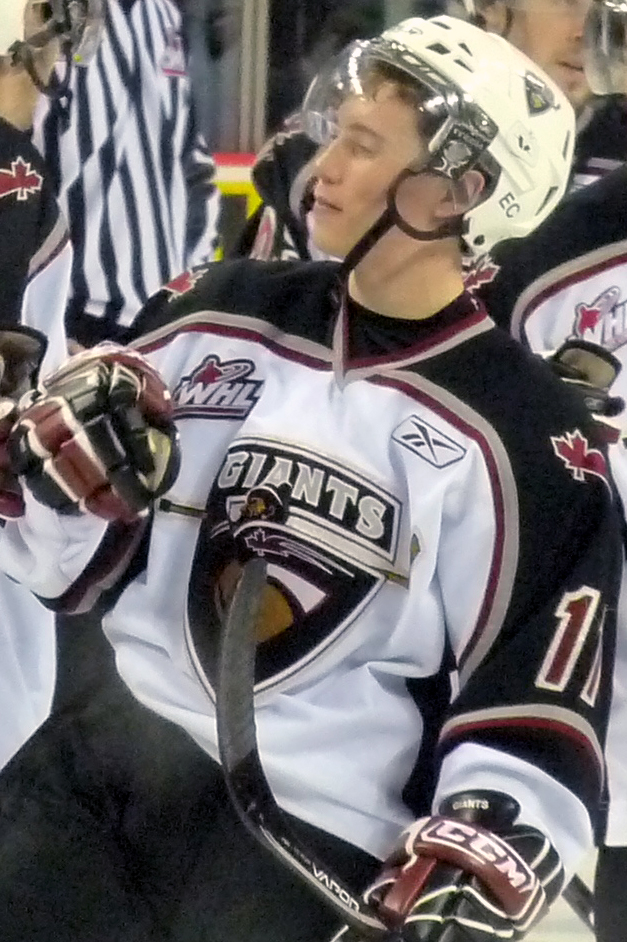
Brendan Gallagher

- Brett Festerling (décerné le 7 décembre 2010)
- Andrej Meszároš (décerné le 27 décembre 2010)
- Mark Fistric (décerné le 23 janvier,2011)
- Gilbert Brulé (décerné le 28 janvier 2011)
- Milan Lučić (décerné le 25 février 2011)
- Cody Franson (décerné le 17 février 2012)
- Evander Kane (décerné le 7 mars 2012)
- Brendan Gallagher (décerné le 15 février 2014)